# رشته‌کوه ایلیرنی
رشته‌کوه ایلیرنی (روسی: Илирнейский кряж) یک رشته‌کوه در ناحیه خودگردان چوکوتکای کشور روسیه است.